# Woodsia andersonii
Woodsia andersonii är en hällebräkenväxtart som först beskrevs av Richard Henry Beddome, och fick sitt nu gällande namn av Christ. Woodsia andersonii ingår i släktet Woodsia och familjen Woodsiaceae. Inga underarter finns listade.